# Pseudoexfoliationssyndrom
Das Pseudoexfoliationssyndrom (PEX) ist eine Systemische Erkrankung mit Amyloidose-artiger Ablagerung von Proteinen im vorderen Augenabschnitt und in anderen Organen.
Synonyme sind: Pseudoexfoliatio-lentis-Syndrom; Glaucoma capsulare; Exfoliation glaucoma; XFG;Pseudoexfoliation glaucoma; PEXG; Exfoliation syndrome
Die Erstbeschreibung erfolgte im Jahre 1917 durch den finnischen Ophthalmologen John G. Lindberg.
Die Bezeichnung Pseudoexfoliation wurde von der US-amerikanischen Augenärztin Georgiana Dvorak-Theobald im Jahre 1953 vorgeschlagen.

## Verbreitung
Die Häufigkeit wird mit 1,5–6 % angegeben und steigt mit zunehmendem Alter an. Frauen sind 3 × häufiger betroffen.

## Ursache
Die Ursache ist noch nicht bekannt, an dem fibrotischen Ablagerungsprozess sind vermehrte Konzentrationen von Transforming growth factor (TGF-β1), verminderte Aktivität von Enzymen für die Proteolyse, schleichende Entzündungen sowie Oxidativer Stress
beteiligt.
Teilweise wurden Mutationen im LOXL1-Gen auf Chromosom 15 Genort q24.1 gefunden, welches für Lysyloxidase-like 1, ein quervernetzendes Matrixenzym, kodiert.
Ferner wurden Varianten im CNTNAP2-Gen auf Chromosom 7 an q35-q36 beschrieben.

## Klinische Erscheinungen
Klinische Kriterien sind:
- Scheibenartige Ablagerungen von grauem (feinfibrillärem) Material auf der Vorderfläche der Augenlinse und im Kammerwinkel
- Irisschlottern
- Linsenluxation
- Rubeosis iridis
- Sekundäre Optikusatrophie
- bei etwa 50 % Pseudoexfoliationsglaukom

Ablagerungen können auch in anderen Organen des Körpers, wie Herz, Lunge, Leber, Niere oder Gallenblase nachgewiesen werden.

## Therapie
Die Erkrankung spricht auf Medikamente nicht gut an, so dass eine operative Behandlung erforderlich werden kann.